# Perito de parte
Un perito de parte es, en un proceso judicial, el profesional que pone sus conocimientos en práctica para valorar hechos o circunstancias relevantes en el caso, de cara a obtener certeza sobre ellos.

## En España
En España, la Ley de Enjuiciamiento Civil establece dos posibilidades de cara a designar un perito en un proceso:
- Perito de oficio: es aquel que designa la autoridad judicial. Se realiza a través de las listas de peritos que los distintos colegios y asociaciones periciales facilitan a los juzgados para estos efectos.
- Perito de parte: es aquel perito que ha sido elegido por alguna de las partes litigantes. Debe ser capaz de explicar su informe de parte, de forma que se sepa de forma clara cómo ha llegado a esas conclusiones.

La legislación española obliga a que el perito de parte actúe siempre con imparcialidad y objetividad. Cuando realizan el peritaje, los peritos deben prestar el juramento de decir la verdad, que deben ratificar en sede judicial. El incumplimiento de este juramento puede suponer un delito.
Por otro lado, el informe de parte tiene la consideración de dictamen pericial y se somete al principio de la libre valoración de prueba. No obstante, y a diferencia del informe del perito de oficio, el primero puede contradecirse con un contrainforme.